# 虎山镇 (宽甸县)
虎山镇，是中华人民共和国辽宁省丹东市宽甸满族自治县下辖的一个乡镇级行政单位。

## 行政区划
虎山镇下辖以下地区：
红石村、虎山村、老边墙村、夹河村、南岭外村、太平川村、长岗子村、新合村和安平河村。